# Рюд, Франсуа
Франсуа Рюд (фр. François Rude; 4 января 1784, Дижон — 3 ноября 1855, Париж) — французский скульптор романтического направления. Известен скульптурной группой «Марсельеза» для Триумфальной арки на площади Звезды в Париже.

## Жизнь и творчество
Франсуа Рюд родился в Дижоне (Бургундия) в семье кузнеца, который учил сына ремеслу ковки железа, чтобы тот мог взять на себя семейное дело. В 1799 году, в возрасте пятнадцати лет, несмотря на сопротивление отца, Франсуа начал посещать курсы в Школе изящных искусств в Дижоне, расположенной во дворце герцогов Бургундских, продолжая при этом работать в семейной мастерской. Его учителем был заместитель куратора музея Дижона Луи Фремье, на дочери которого Софи он позднее женился. Рюд изучал рисунок и скульптуру, используя гипсовые слепки классических скульптур. Фремье помог защитить Рюда от призыва в армию Наполеона и в 1808 году отправил его в Париж для продолжения обучения.

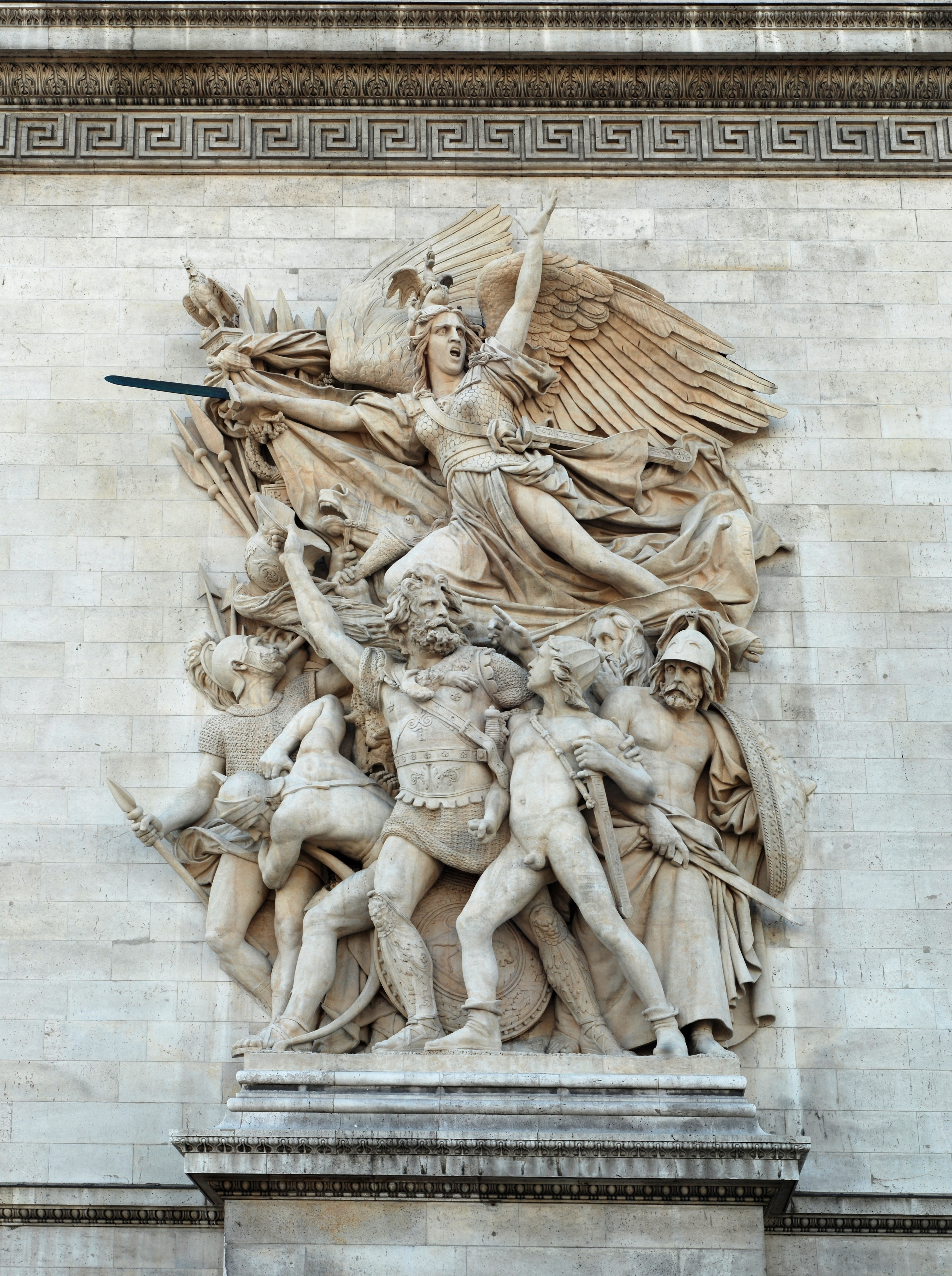
Выступление добровольцев, или Марсельеза. Горельеф Триумфальной арки на Площади Звезды (Шарля де Голля) в Париже. 1836

Рюд начал своё обучение в Императорской школе изящных искусств в Париже в августе 1808 года у Пьера Картелье, преданного поклонника классической скульптуры. Среди его сокурсников было несколько скульпторов, которые впоследствии стали известными, в том числе Давид д'Анже, Жан-Жак, или Джеймс Прадье и знаменитый анималист Антуан, Бари.
В судьбе будущего скульптора принял участие директор императорских музеев барон Доминик Виван-Денон, который оценил выполненную Рюдом статуэтку «Тезея, поднимающего с земли метательный диск».
В 1812 году Франсуа Рюд выиграл два конкурса, один на самый выразительный бюст и второй с произведением «Аристотель, оплакивающий потерю своих пчёл». За последнюю работу он получил Римскую премию и возможность учиться во Французской академии в Риме. Но академия в Риме испытывала финансовые трудности, и отъезд победителей был отложен. Рюд готовился снова отправиться в Рим в начале 1815 года, когда Наполеон вернулся из ссылки на Эльбе, но началась война. После окончательного поражения Наполеона при Ватерлоо и второй реставрации французской монархии, Рюд решил отправиться в добровольное изгнание в Брюссель. По просьбе своего учителя из Дижона, Луи Фремье, он согласился взять с собой в Брюссель тёщу Фремье и двух его дочерей, включая Софи, которая в 1821 году стала женой Рюда.
Франсуа Рюд жил в Брюсселе с 1817 по 1826 год, где встретил много других добровольных изгнанников, самым известным из которых был Жак-Луи Давид. Жена Рюда, художница, стала ученицей Давида, а затем его копиистом.
В Брюсселе Рюд выполнил бюст первого короля Нидерландов Вильгельма и восемь барельефов для охотничьего домика бельгийского наследного принца в Тервюрене.
В 1827 году Франсуа Рюд вместе с женой Софи Рюд (Фремье) вернулся в Париж и вскоре занял весьма видное место. Рельефы Рюда в Тервюрене и его произведения в Салоне 1833 года привлекли внимание Адольфа Тьера, нового министра внутренних дел и коллекционера произведений искусства. Он поручил Рюду сделать горельеф Триумфальной арки на площади Звезды, изображающий отъезд добровольцев из Парижа в 1792 году для борьбы с антиреволюционными армиями, а также фриз, посвященный триумфальному возвращению во Францию экспедиций Наполеона в Египет и Италию. Софи Фремье, жена Рюда, позировала для главной фигуры: Гения войны, женщины с мечом, кричащей, чтобы поднять других к битве. Поза этой фигуры напоминает центральную фигуру картины Эжена Делакруа «Свобода, ведущая народ» (1830), которая была приобретена французским правительством в Салоне 1831 года. Горельеф, завершённый в 1836 году, получил название «Марсельеза» и стал самым известным произведением Франсуа Рюда.
Король Луи-Филипп I поощрял патриотические памятники, чтобы преодолеть глубокий политический разрыв между монархистами и республиканцами. В 1832 году Луи-Филипп поручил Рюду сделать статую римского государственного деятеля Катона Старшего. В 1845 году Рюд завершил ещё одну статую, посвященную французской истории — Жанны д’Арк.
В 1833 году Франсуа Рюд представил в Парижском салоне новую работу «Молодой неаполитанский рыбак, играющий с черепахой» — оригинальное соединение классицизма и романтизма. За эту работу Франсуа Рюд получил крест Почётного легиона.
Другие известные произведения Франсуа Рюда: «Меркурий, привязывающий после убийства Аргуса крылья к своим сандалиям» (1827), группа «Крещение Христа» (Церковь Мадлен), «Распятие» (1852, церковь Святого Викентия де Поля), «Геба с орлом Юпитера» (мрамор), монументы маршала Нея (в Париже, на Avenue de l’Observatoire), Наполеона I (в Фиксене, близ Дижона), Г. Монжа (в Боне) и маршала Бертрана (в Шатору), барельефы «Прометей, одушевляющий искусства» (в здании Законодательной палаты), надгробный памятник Кавеньяку (на Монмартрском кладбище), бюсты Лаперуза (в Морском музее, в Лувре), Луи Давида (в Лувре), принца Морица Саксонского.
Франсуа Рюд получил медаль на парижской Всемирной выставке 1855 года. Вскоре после этого, 3 ноября 1855 года, Рюд умер в своём парижском доме на улице д’Анфер, 3. Он был похоронен на кладбище Монпарнас в Париже.
Учениками Франсуа Рюда были Жан-Батист Карпо и его племянник Эмманюэль Фремье.

## Галерея

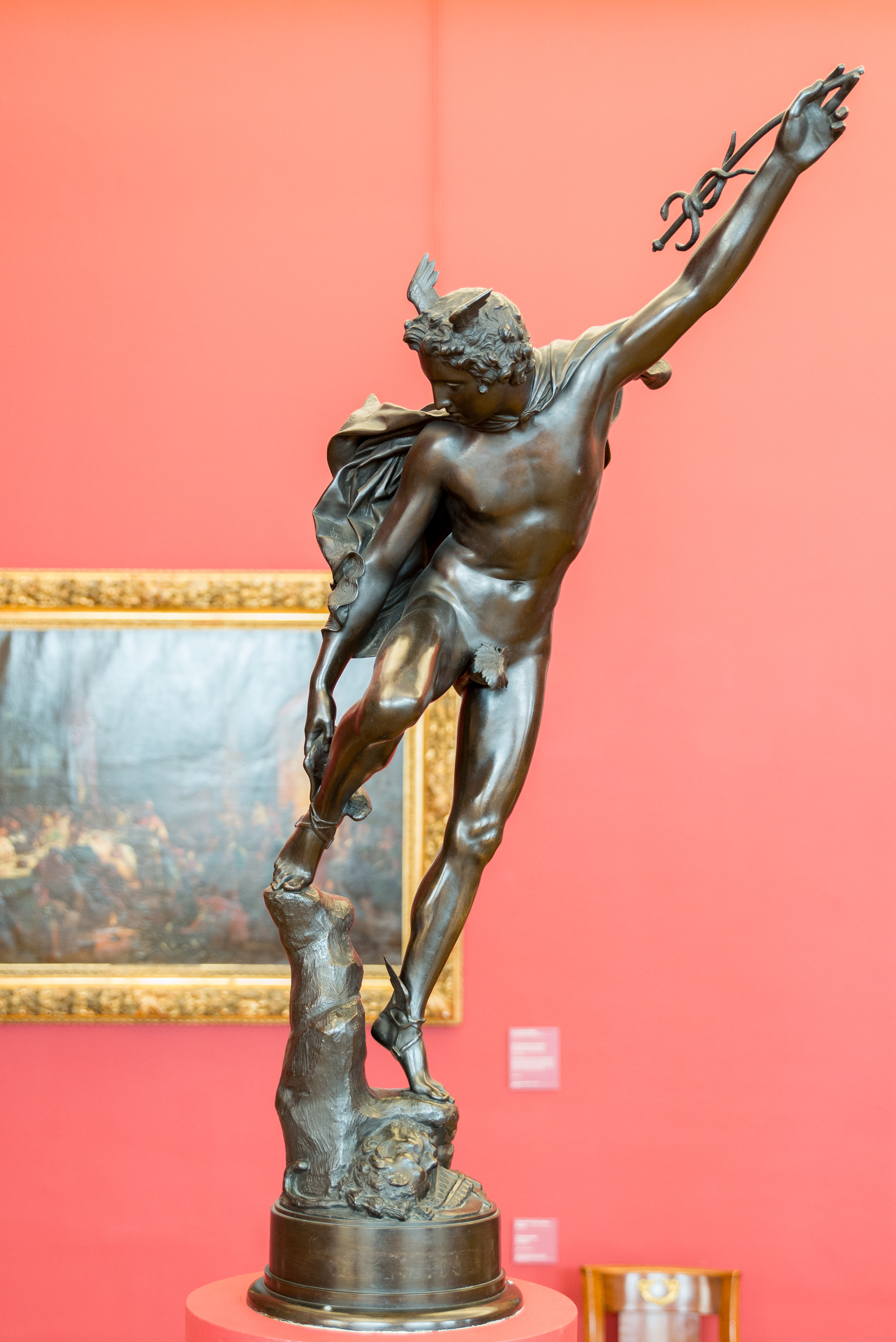
Меркурий, привязывающий после убийства Аргуса крылья к своим сандалиям. 1827. Бронза. Лувр, Париж
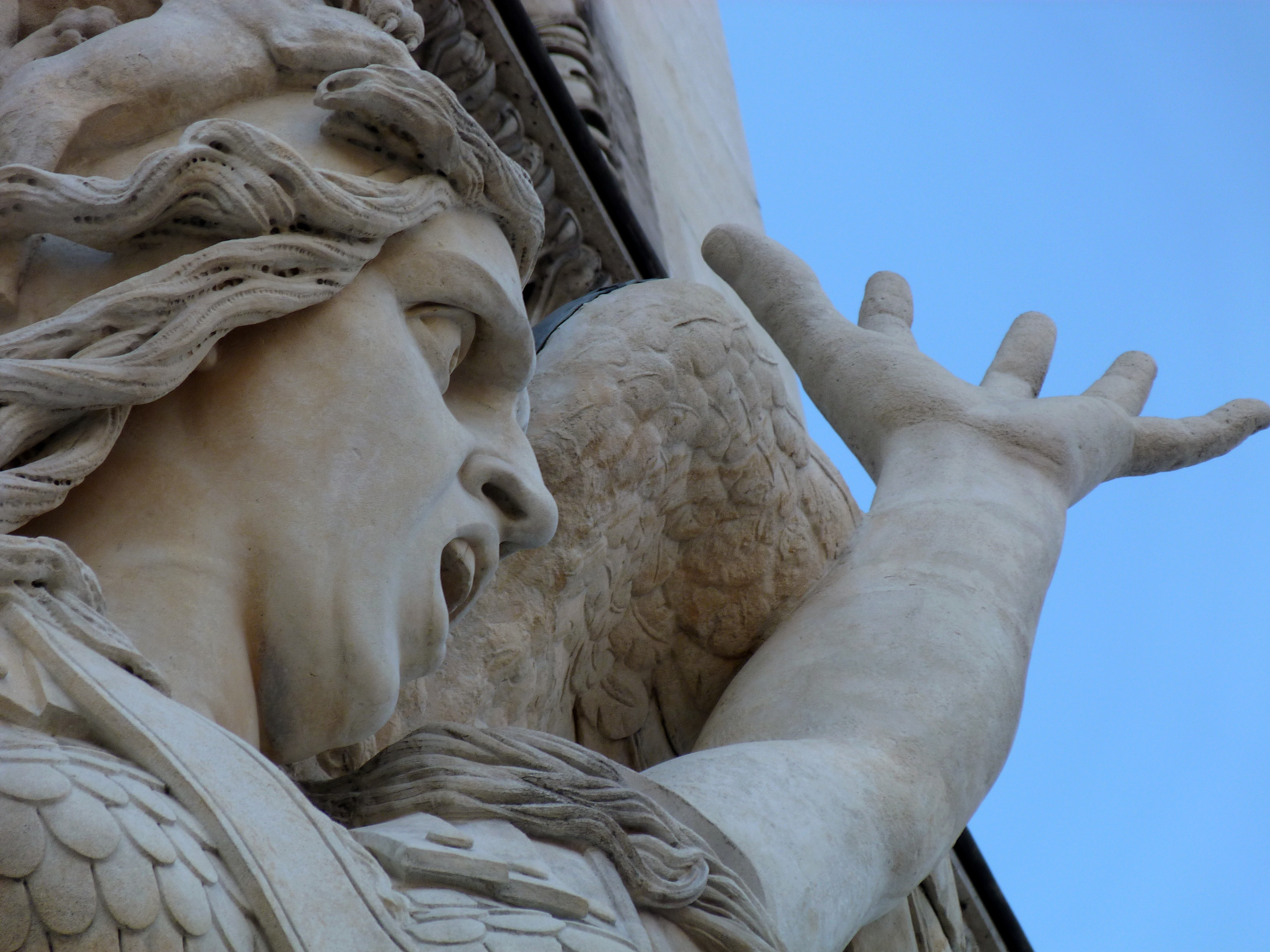
Марсельеза. Деталь горельефа Триумфальной арки в Париже. 1836
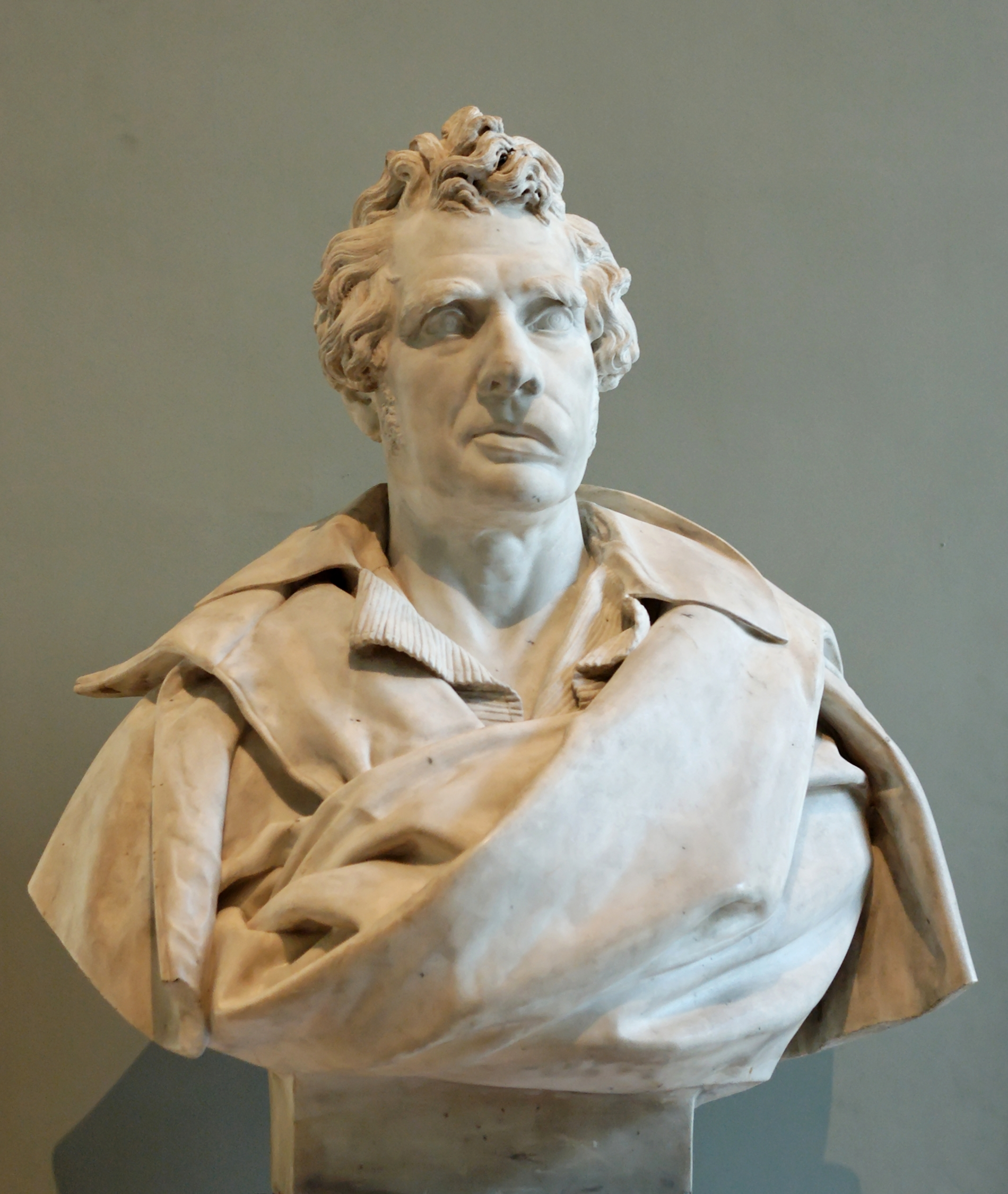
Жак-Луи Давид. 1838. Мрамор. Лувр, Париж
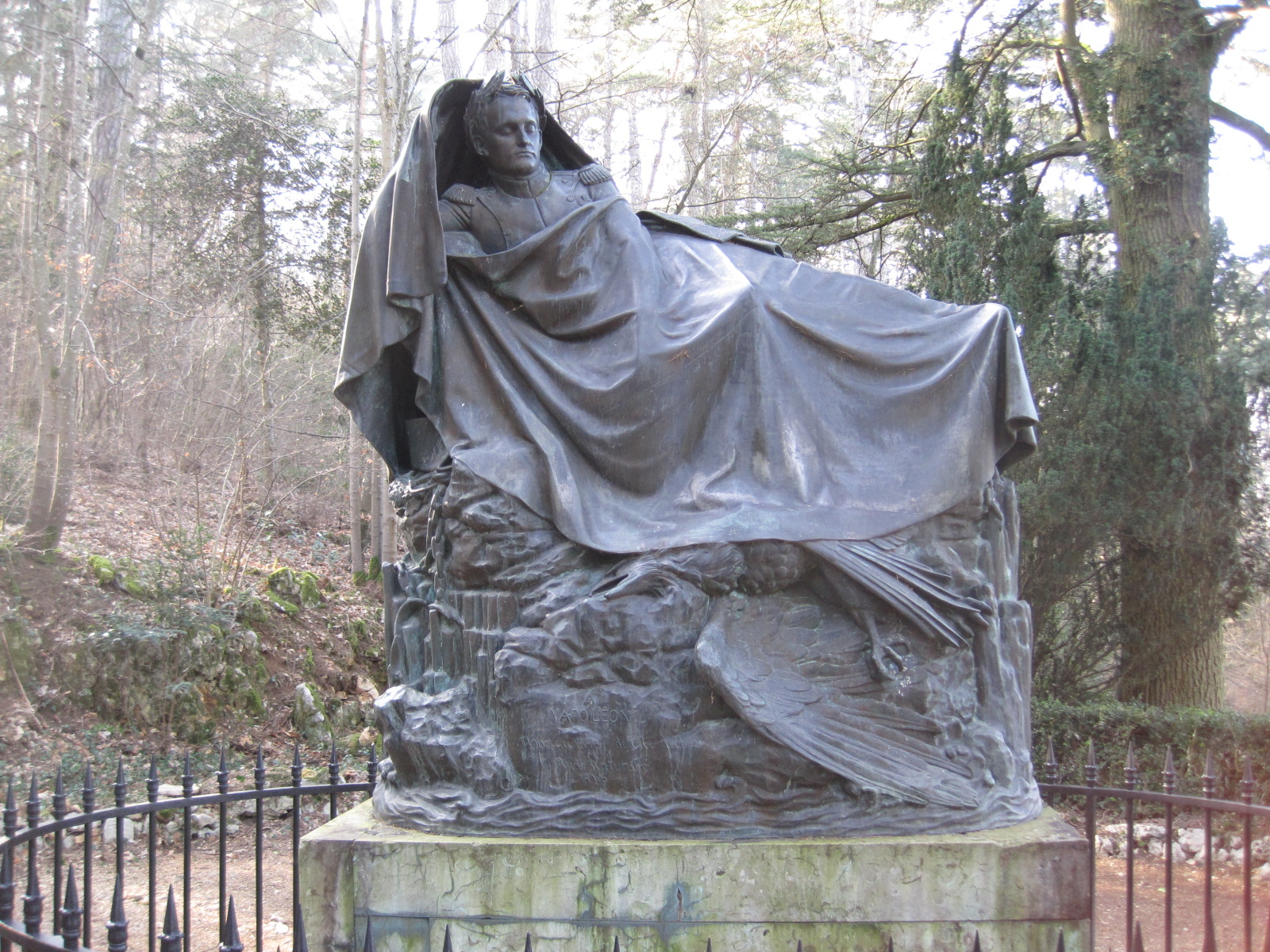
Наполеон пробуждается к бессмертию. 1846. Парк Нуазо, Фиксен, Бургундия
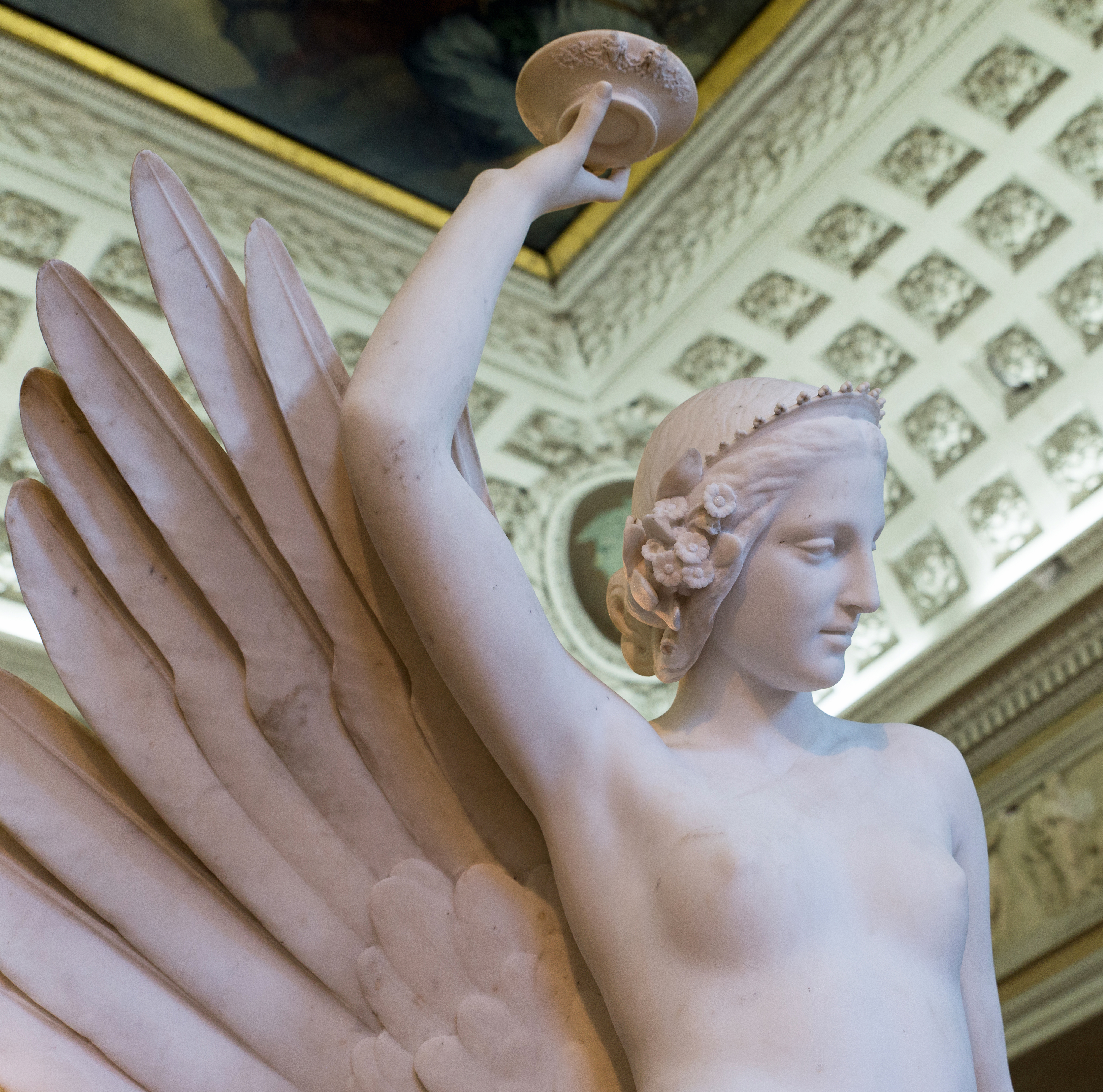
Геба и орёл Юпитера. Деталь. 1851. Мрамор. Музей изящных искусств, Дижон
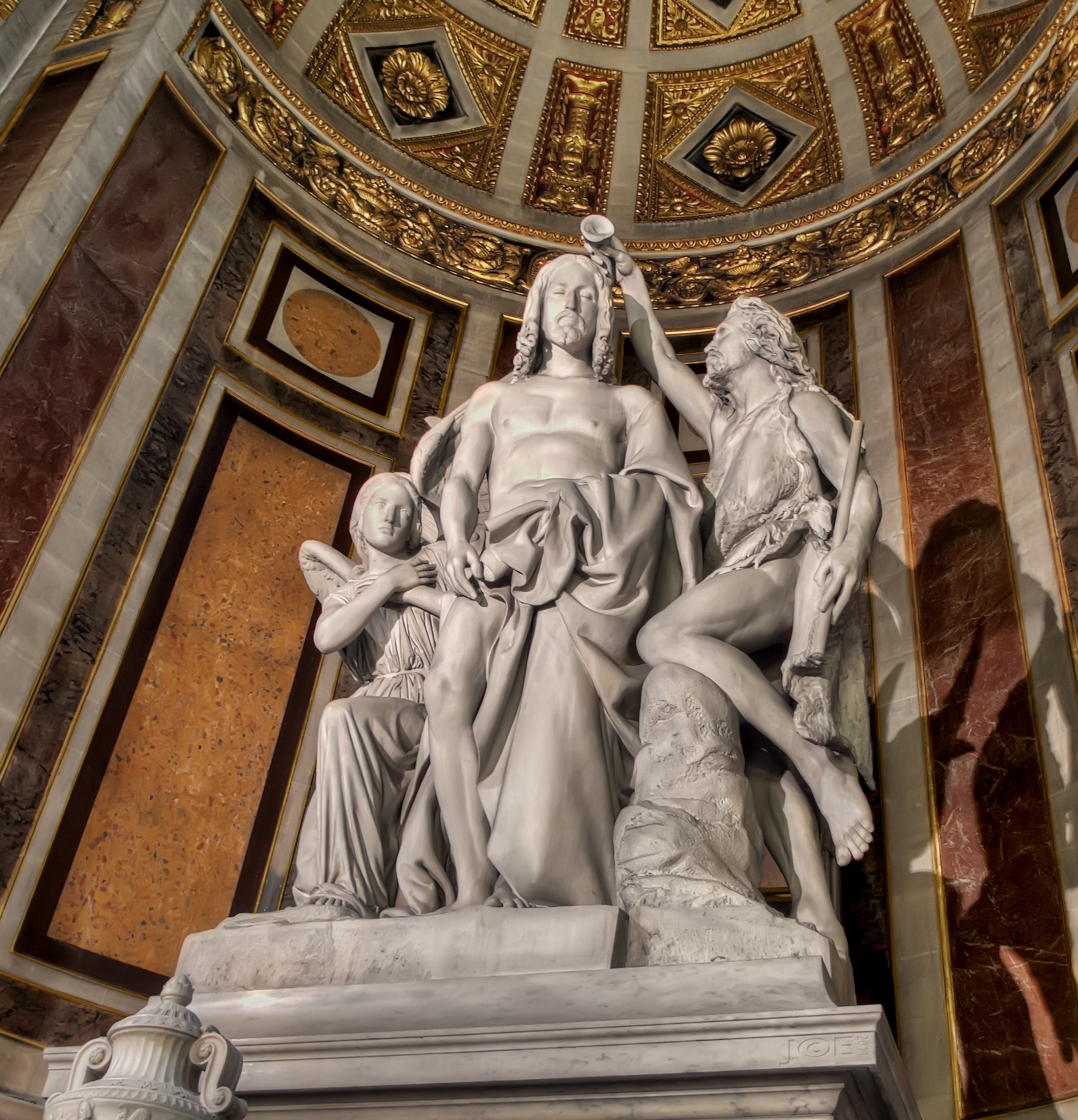
Крещение Христа. Мрамор. Церковь Мадлен (Марии Магдалины), Париж
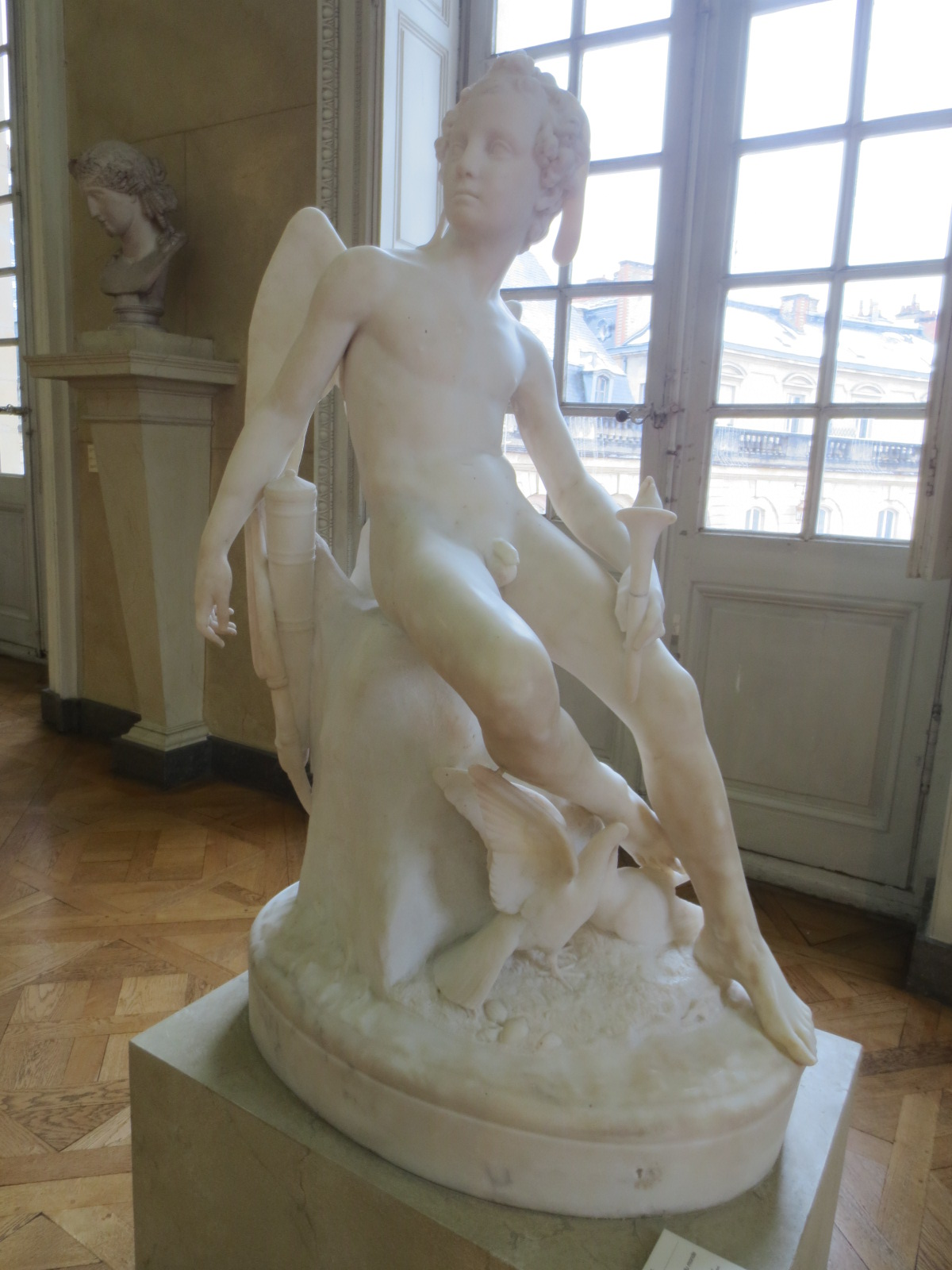
Любовь правит миром. 1857. Мрамор. Музей изящных искусств, Дижон
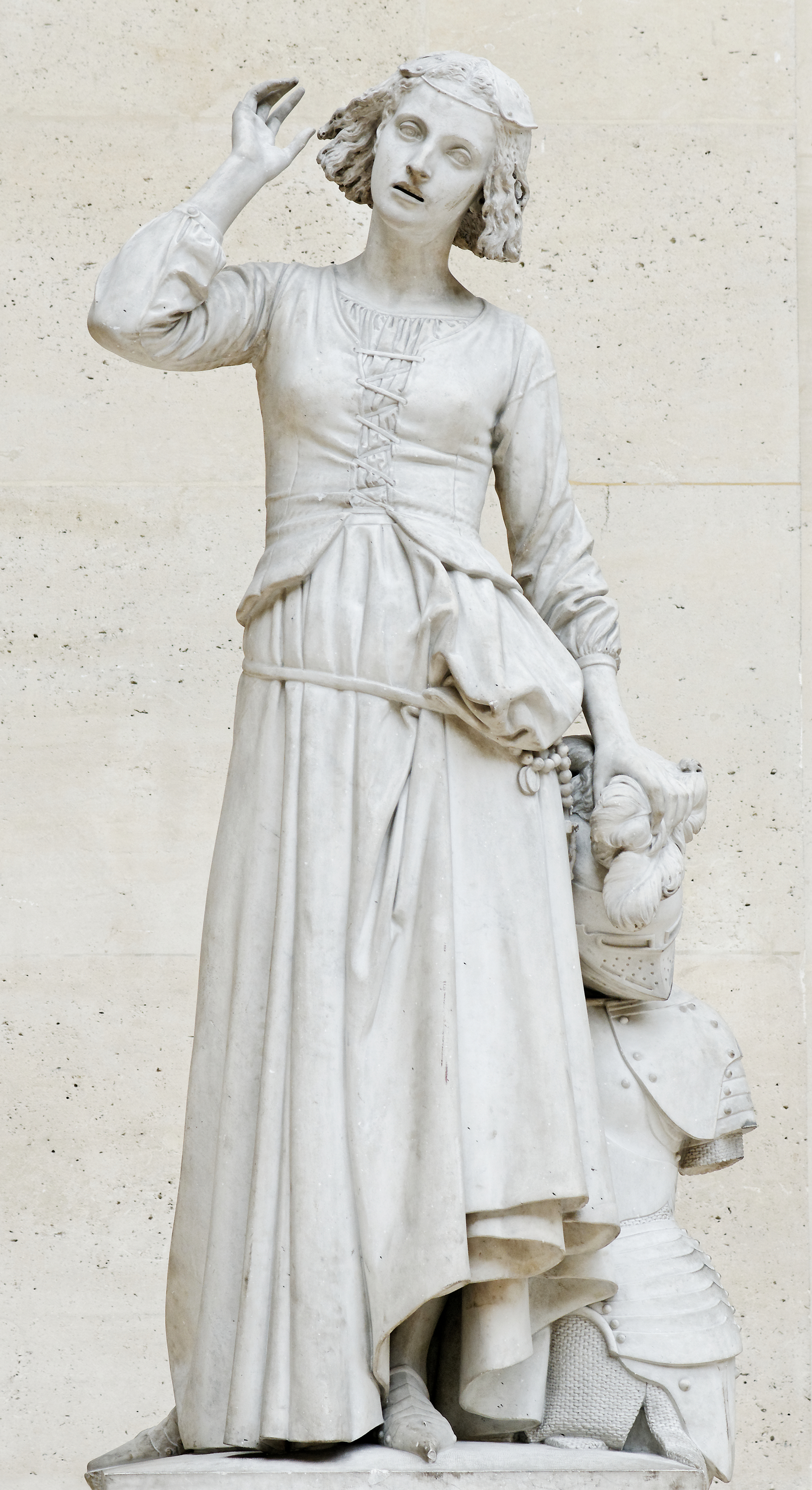
Жанна д'Арк слышит голоса. 1852. Мрамор. Лувр, Париж
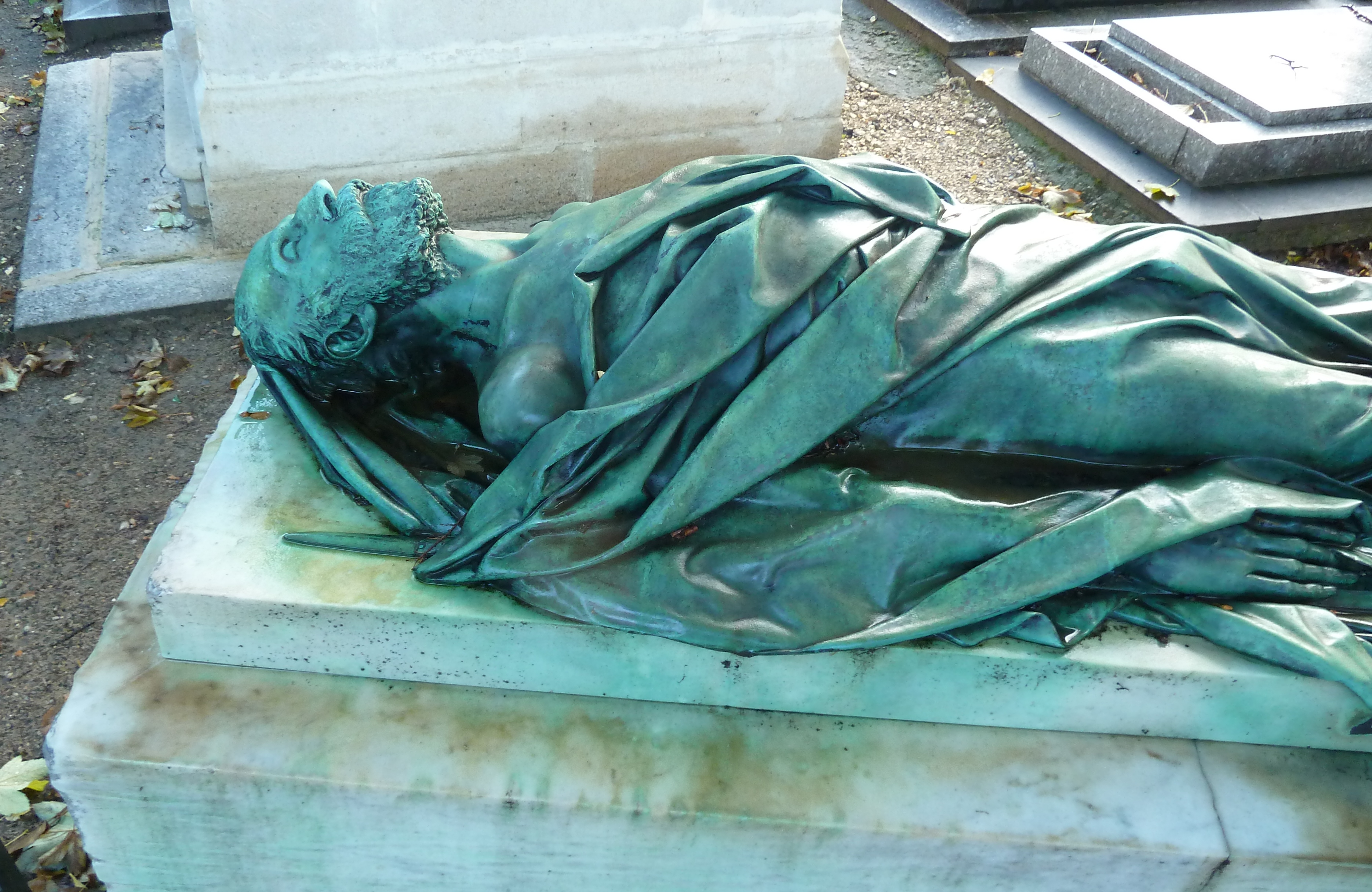
Надгробие Элеоноры-Луи Годфруа Кавеньяк. 1847